# Armoire à chocolat
Une armoire à chocolat est un réfrigérateur pour chocolat qui conserve une température entre les 14 °C et 20 °C, à la manière d'une cave à vin électrique,.
Le chocolat prend une couleur blanche quand il est en contact avec de l'eau, même avec de la vapeur d'eau : ces armoires permettent un contrôle du taux d'humidité, qui doit rester en dessous de 65 %.